# Jungermannia ovato-trigona
Jungermannia ovato-trigona là một loài rêu tản trong họ Jungermanniaceae. Loài này được (Stephani) Grolle miêu tả khoa học lần đầu tiên năm 1971.